# (2683) Brian
(2683) Brian est un astéroïde de la ceinture principale.

## Description
(2683) Brian est un astéroïde de la ceinture principale. Il fut découvert le 10 janvier 1981 à la station Anderson Mesa par Norman G. Thomas. Il présente une orbite caractérisée par un demi-grand axe de 2,92 UA, une excentricité de 0,06 et une inclinaison de 1,5° par rapport à l'écliptique.

## Compléments